# Issac Koga
Issac Koga (古賀 逸策; 5 de diciembre de 1899 - 2 de septiembre de 1982) fue un ingeniero e inventor japonés. Descubrió la técnica de corte de los cristales de cuarzo que hizo viable la generalización del uso de los osciladores de cristal en los equipos de telecomunicaciones.

## Semblanza
Koga era el mayor de siete hermanos nacidos en la aldea de Tashiro (ahora Tosu), en la prefectura de Saga. En julio de 1920, a la edad de 20 años, comenzó a estudiar en el Departamento de Ingeniería Eléctrica de la Universidad Imperial de Tokio (posteriormente rebautizada como Universidad de Tokio). Después de graduarse en agosto de 1925, se trasladó al nuevo Instituto Eléctrico de la Ciudad de Tokio, que se estableció para desarrollar y promover la tecnología de transmisión por radio bajo la dirección de Kotaro Kujirai, un pionero de la investigación y la enseñanza de la ciencia de la radio.
Inicialmente ingeniero, se convirtió en profesor asistente en 1929. Bajo la guía del profesor Kujirai, estudió los osciladores de cristal. Esta investigación formó la base de su tesis doctoral, completada en abril de 1930, con el título de "Características del oscilador de cristal". El trabajo incluyó la fabricación de los primeros diapasones de cuarzo en 1927. En 1929, se convirtió en profesor asociado en el Instituto de Tecnología de Tokio y profesor en 1939. En 1944, trabajó como profesor concurrente en la Universidad de Tokio, más adelante pasó a ser profesor emérito, y alcanzó el estado de emérito en el Instituto de Tecnología de Tokio en 1961.
Murió en 1982, a los 82 años de edad. 

## Trabajos de investigación
Sus labores de investigación y de educación estuvieron centradas en las áreas de la electrónica y de las comunicaciones. Koga sería conocido como el descubridor del corte de cuarzo insensible a la temperatura (corte R1) de las placas de cuarzo. Así, en abril de 1933, informó sobre la obtención de placas de cristal de cuarzo con corte R1 que tenían un coeficiente de temperatura de frecuencia cero mientras trabajaba en el Instituto de Tecnología de Tokio. Aplicó la placa de corte R1 a las comunicaciones inalámbricas y a los relojes de cuarzo. Este descubrimiento permitió obtener dispositivos resonadores con una enorme estabilidad de frecuencia para su uso en telecomunicaciones y en relojes para el estándar de medición del tiempo. Hoy en día, este tipo de oscilador de cristal de cuarzo insensible a la temperatura ha demostrado ser indispensable para todos los sistemas de comunicación por radio y gran parte de la electrónica de la información.

## Reconocimientos
- Recibió el Premio de la Academia Japonesa en 1948 (la cita dice por "Investigación teórica y experimental sobre las características fundamentales del cristal oscilante piezoeléctrico y el circuito oscilador de cristal de cuarzo y sus aplicaciones a la comunicación inalámbrica y al reloj de cristal"),[4] la Orden del Mérito Cultural en 1963, y se convirtió en miembro de la Academia Japonesa en 1971.
- Presidió la Unión Internacional de Ciencias de la Radio (URSI) entre 1963 y 1968.[5]
- La Unión Internacional de Ciencias de la Radio, URSI, creó un premio para jóvenes científicos en su honor (la Medalla de Oro Issac Koga)[6] otorgada por primera vez en 1984 y posteriormente otorgada cada 3 años.